# صوفيا اولوفسون
صوفيا اولوفسون هي ملاكمة كيك بوكسينغ سويدية، ولدت في 4 سبتمبر 1989 في تيبي ‏ في السويد.